# Fundusz Termomodernizacji i Remontów
Fundusz Termomodernizacji i Remontów – fundusz celowy utworzony w Banku Gospodarstwa Krajowego mający  na celu zmniejszenie zapotrzebowanie na energię i wspieranie przedsięwzięć termomodernizacyjnych i remontowych.

## Ustanowienie Funduszu
Na podstawie ustawy z 2008 r. utworzono w Banku Gospodarstwa Krajowego - Fundusz Termomodernizacji i Remontów. Fundusz przejął aktywa i zobowiązania Funduszu Termomodernizacji.

## Środki Funduszu
Na fundusz składają się:
- środki przekazywane z budżetu państwa - w wysokości określonej w ustawie budżetowej,
- środki przekazane przez Krajowy Zasób Nieruchomości,
- środki Rządowego Funduszu Rozwoju Mieszkalnictwa,
- odsetki od lokat środków Funduszu w bankach,
- wpływy z inwestycji środków Funduszu w papiery wartościowe emitowane przez Skarb Państwa lub Narodowy Bank Polski oraz w papiery wartościowe określające świadczenia pieniężne, gwarantowane lub poręczane przez Skarb Państwa albo Narodowy Bank Polski, a także w jednostki uczestnictwa funduszy rynku pieniężnego,
- darowizny i zapisy,
- inne wpływy.

## Przeznaczenie środków
Środki Funduszu przeznaczone są na :
- wypłatę przyznanych premii,
- pokrycie kosztów weryfikacji audytów energetycznych i audytów remontowych,
- pokrycie kosztów zadań dotyczących przedsięwzięć niskoemisyjnych,
- pokrycie kosztów obsługi Funduszu.

## Przeznaczania wolnych środków Funduszu
Okresowe wolne środki Funduszu mogły być:
- lokowane w innych bankach,
- inwestowane w papiery wartościowe lub jednostki uczestnictwa.

## Zadania Banku Gospodarstwa Krajowego
Bank Gospodarstwa Krajowego wyodrębnia w swoim planie finansowym Fundusz opracowany w porozumieniu z ministrem właściwym do spraw:
- finansów publicznych,
- klimatu,
- budownictwa, planowania i zagospodarowania przestrzennego oraz mieszkalnictwa,
- gospodarki.